# كريستوفر دانيال بارنز
كريستوفر دانيال بارنز (بالإنجليزية: Christopher Daniel Barnes)‏ مواليد 7 نوفمبر 1972 في بورتلاند، هو ممثل أمريكي.

## الأعمال
- حورية البحر
- فرسان الكوكب
- فرانكنشتاين
- الرجل العنكبوت
- مغامرات جاكي شان
- سندريلا 2: ويتحقق الحلم
- المملكة هارتس II

## وصلات خارجية
- كريستوفر دانيال بارنز على موقع IMDb (الإنجليزية)
- كريستوفر دانيال بارنز على موقع ألو سيني (الفرنسية)
- كريستوفر دانيال بارنز على موقع أول موفي (الإنجليزية)
- كريستوفر دانيال بارنز على موقع إن إن دي بي (الإنجليزية)
- كريستوفر دانيال بارنز على موقع قاعدة بيانات الفيلم (الإنجليزية)
- كريستوفر دانيال بارنز على موقع كينوبويسك (الروسية)